# Бабе (Португалия)
Бабе (порт. Babe) — район (фрегезия) в Португалии, входит в округ Браганса. Является составной частью муниципалитета Браганса. По старому административному делению входил в провинцию Траз-уж-Монтиш и Алту-Дору. Входит в экономико-статистический субрегион Алту-Траз-уш-Монтеш, который входит в Северный регион. Население составляет 277 человек на 2001 год. Занимает площадь 25,51 км².
Покровителем района считается Апостол Пётр (порт. S. Pedro).